# Адамка
Адамка (удм. Адам, Адам шур) — река в России, в Граховском районе Удмуртии, левый приток реки Умяк. Берёт начало северо-восточнее села Русские Адам-Учи, средний уклон реки — 2,6 м/км, ширина русла в среднем течении 5-7 метров, в низовьях 9-12 метров. Ниже села Заречный течёт в глубоком овраге. Длина реки составляет 30 км, площадь водосборного бассейна — 351 км².

## Населённые пункты
Вдоль реки расположены населённые пункты: Русские Адам-Учи, Средние Адам-Учи, Нижние Адам-Учи, Грахово, Заречный и Озелино.

## Притоки
- Мелекеска
- Вишурка
- Кузебайка (19 км от устья)
- Январка
- Юрашка (2,5 км от устья)

## Данные водного реестра
По данным государственного водного реестра России относится к Камскому бассейновому округу, водохозяйственный участок реки — Вятка от города Вятские Поляны и до устья, речной подбассейн реки — Вятка. Речной бассейн реки — Кама.
Код объекта в государственном водном реестре — 10010300612111100040608.